# Ulica Przestrzenna we Wrocławiu

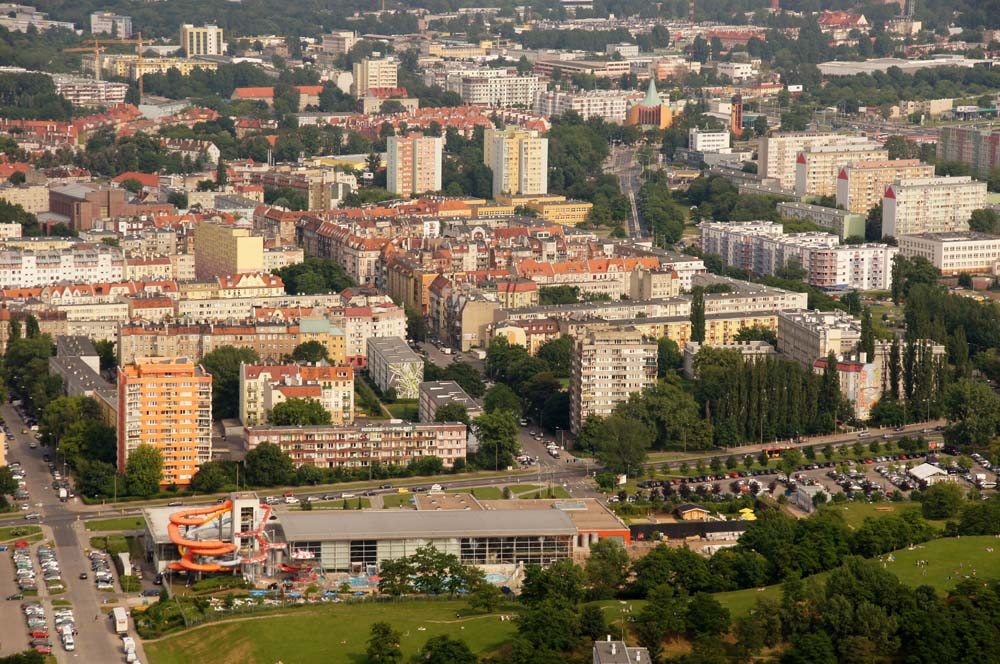
Huby, ul. Przestrzennau-uprza

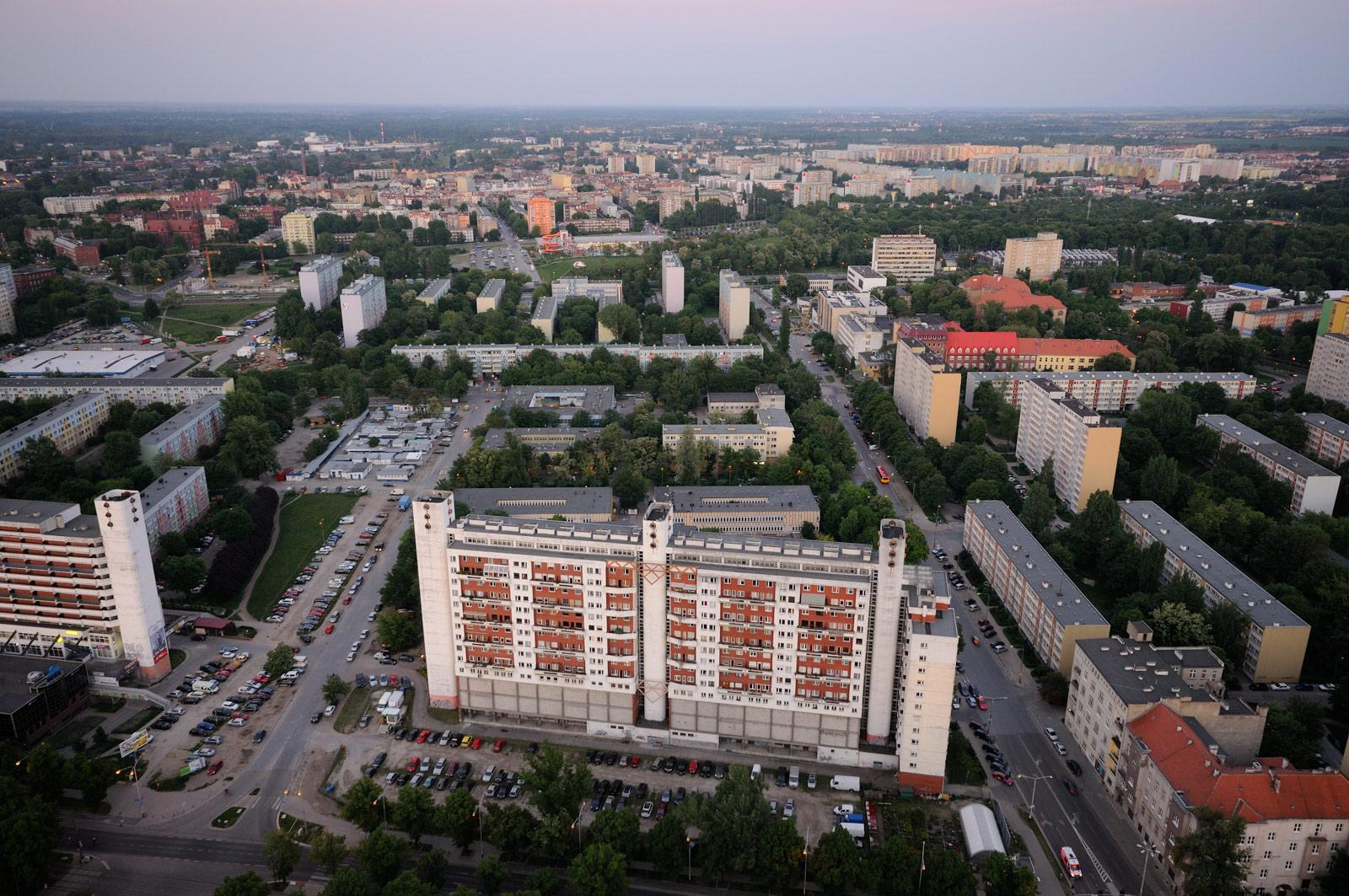
Ul. Wielka, wzgórze i ul. Przestrzennau-ulwa

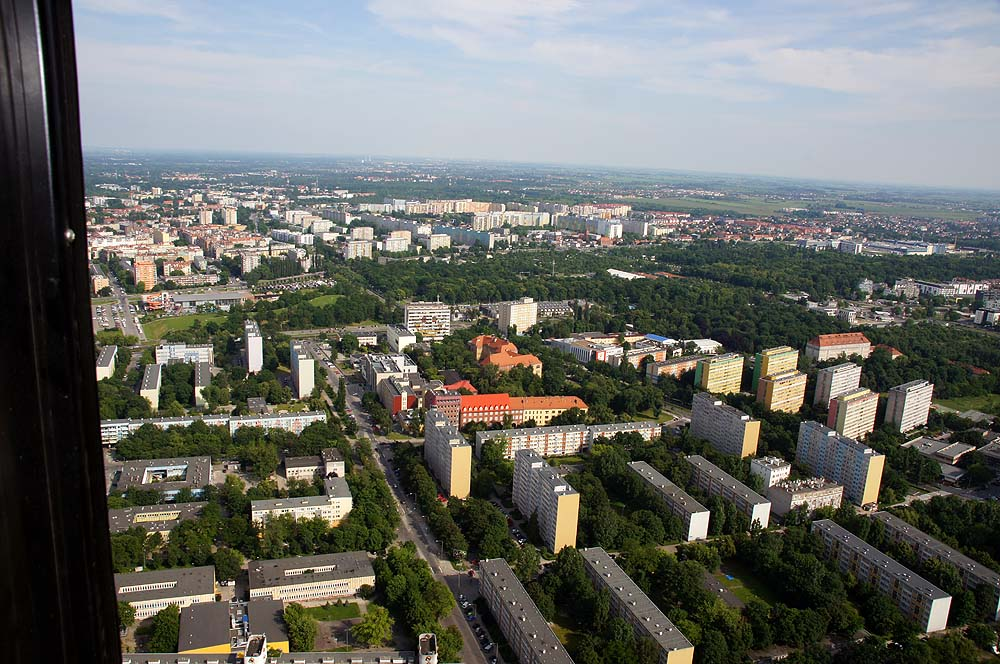
Ul. Wielka, wzgórze i ul. Przestrzennau-ulwb

Ulica Przestrzenna – ulica położona we Wrocławiu na osiedlu Huby, w dawnej dzielnicy Krzyki. Ma 661 m długości i biegnie od ulicy Borowskiej do ulicy Wapiennej, za którą stanowi sięgacz. Ulica przebiega przez obszar wpisany do gminnej ewidencji zabytków pod pozycją Huby i Glinianki, którego historyczny układ urbanistyczny podlega ochronie. Ponadto przy ulicy i w najbliższym otoczeniu znajdują się obiekty wpisane do gminnej ewidencji zabytków, w tym kamienice ujęte w rejestrze zabytków. Przed II wojną światową ulica Przestrzenna wraz z ulicą Wielką i nieistniejącym dziś odcinkiem ulicy pomiędzy ulicami Ślężną i Borowską, stanowiła jedną ulicę – Goethestrasse – lecz w wyniku powstania w okresie powojnnym Wzgórza Andresa, ulica ta została podzielona na dwa niepowiązane odcinki, a wschodni odcinek z czasem, w 1974 r., otrzymał odrębną nazwę ulicy Przestrzennej, natomiast dotychczasową nazwę – ulica Wielka – zachował odcinek zachodni.

## Historia
Obszar osiedla Huby przez który przebiega ulica Przestrzenna został włączony w granice miasta w 1868 r.. Ulica powstała wraz z rozwojem osiedla i prowadzoną tu w pierwszym dwudziestoleciu XX wieku zabudową, na którą składały się kamienice czynszowe w układzie pierzejowym, przy czym w latach 1900–1910 przy ulicy powstało najwięcej kamienic po obu jej stronach. Były one budowane w stylistyce bliskiej secesji, z bryłami nakrytymi mansardowymi dachami i często wzbogacanymi malowniczymi szczytami, balkonami i wykuszami. Charakterystyczną cechą ówcześnie ukształtowanego układu urbanistycznego tutejszej zabudowy jest, w przeciwieństwie do ówczesnej zabudowy w wielu innych rejonach miasta, brak oficyn, który umożliwił zagospodarowanie wewnętrznych podwórek terenami zieleni. Przed częścią domów urządzono także przedogródki. Sama ulica Przestrzenna pierwotnie stanowiła część długiej ulicy biegnącej od ulicy Tadeusza Zielińskiego sukcesywnie przedłużanej w kierunku wschodnim, przy czym jej odcinek od ulicy Borowskiej powstawał po 1900 r. Do 1915 r. wytyczono cały odcinek ulicy Przestrzennej, który sięgnął ówcześnie ulicy Hubskiej. Tak ukształtowana ulica miała charakter dużej i wytwornej (szczególnie w części zachodniej) ulicy, który utraciła po II wojnie światowej, a jej odcinek wschodni, czyli obecna ulica Przestrzenna, stała się ulicą osiedlową.
W rejonie osiedla Huby pod koniec II wojny światowej, podczas oblężenia Wrocławia w 1945 r., prowadzone były działania wojenne. Front dotarł do ulicy Przestrzennej (Goethego), około 25–26 marca 1945 r. Trwały tu zacięte i bezpardonowe walki niemal o pojedyncze budynki. W wyniku tych działań znaczna część zabudowy uległa zniszczeniu, choć niektórzy autorzy publikacji wskazują, że w tym rejonie miasta bardzo dużo zniszczeń było wynikiem podpaleń dokonanych przez żołnierzy Armii Radzieckiej dokonanych po zdobyciu tego obszaru.
Odbudowę i nową zabudowę w tej części miasta rozpoczęto w latach 50. XX wieku i kontynuowano w latach 60. XX wieku w ramach budowy osiedla mieszkaniowego „Huby”. Część zabudowy ulicy została zachowana dzięki przywróceniu nadających się jeszcze do eksploatacji kamienic do stanu pozwalającego na ich użytkowanie. Z kolei w ramach budowy osiedla Huby, oprócz typowych bloków wolnostojących budowano także budynki w zabudowie plombowej.
Przedwojenna ulica Goethestrasse, która stanowiła jedną ulicę począwszy od ulicy Tadeusza Zielińskiego, aż do ulicy Hubskiej, w wyniku powstania w okresie powojennym Wzgórza Andresa, została podzielona na dwa niepowiązane odcinki, a wschodni odcinek z czasem, w 1974 r., otrzymał odrębną nazwę ulicy Przestrzennej, natomiast dotychczasową nazwę – ulica Wielka – zachował odcinek zachodni. Samo powstanie wzgórza było wynikiem usypywania w tym miejscu gruzu po zburzonych w czasie wojny budynkach. Później zdecydowano o zrekultywowaniu usypiska do miejsca rekreacji i punktu widokowego. Skróceniu uległ także wschodni odcinek, bowiem w wyniku wyżej opisanej, powojennej budowy osiedla Huby, zmieniono układ przestrzenny zabudowy i odcięto budynkiem przy ulicy Hubskiej 93-97 końcowy odcinek ulicy. Dziś teren ten częściowo stanowi sięgacz ulicy Hubskiej, a częściowo jest terenem prywatnym posesji na której posadowiono w latach 60. XX wieku budynki mieszkalne. Inną zmianą jaka nastąpiła w wyniku powstania powojennej zabudowy była utrata istniejącego przed zbudowaniem budynku pod numerem 2-8 połączenia ulicy Przestrzennej z ulicą Ciepłą.

## Nazwa
W swojej historii ulica nosiła następujące nazwy:
- Goethestrasse, do 7.11.1946 r.[6][7][12][29]
- Wielka, od 7.11.1946 r. do 20.12.1974 r.[1][6][7][8][30]
- Przestrzenna, od 20.12.1974 r.[1][6][7][12].

Niemiecka nazwa ulicy upamiętniała Johanna Wolfganga von Goethe, urodzonego 28.08.1749 r. we Frankfurcie nad Menem, zmarłego 22.03.1832 r. w Weimarze, niemieckiego poetę. Powojenna nazwa ulicy – ulica Wielka – obejmująca całą ulicę Geothego (a więc zarówno współczesną ulicę Wielką jak i Przestrzenną) została nadana przez Miejską Radę Narodową uchwałą z 7.11.1946 r. nr 184. Współczesna nazwa ulicy została nadana uchwałą Rady Narodowej Wrocławia z dnia 20.12.1974 r. nr VI/28/74.

## Układ drogowy
Ulica Przestrzenna biegnie od ulicy Borowskiej do ulicy Wapiennej, a dalej stanowi sięgacz. Ulica łączy się z następującymi drogami kołowymi:
| Powiązanie                           | kierunek | Droga                                | Fotografia       | Opis                 |
| ------------------------------------ | -------- | ------------------------------------ | ---------------- | -------------------- |
| skrzyżowanie z sygnalizacją świetlną | ↑ ↓      | droga wewnętrzna i parking Aquaparku |                  | w lewo               |
| skrzyżowanie z sygnalizacją świetlną | ← →      | ulica Borowska zbiorcza              | góra i prawy dół |                      |
| skrzyżowanie                         | ← →      | ul. Łódzka                           |                  | lewo góra, prawo dół |
| skrzyżowanie                         | ← →      | ul. Tomaszowska                      |                  | góra i dół           |
| skrzyżowanie                         | ← →      | ul. Gajowa                           |                  | góra i dół           |
| skrzyżowanie                         | ← →      | ul. Wapienna                         |                  |                      |

## Drogi przypisane do ulicy
Do ulicy Przestrzennej przypisana jest droga gminna o długości 661 m (numer drogi 105615D, numer ewidencyjny drogi G1056150264011). Nawierzchnia ulicy wykonana jest jako brukowana z kamiennej kostki granitowej, z wyjątkiem krótkiego odcinka przy skrzyżowaniu z ulicą Borowską gdzie zastosowano masę bitumiczną. Ulica przebiega przez teren położony na wysokości bezwzględnej od 121,56 do 122,0 m n.p.m.. Ulica (podobnie jak powiązane z nią pozostałe ulice z wyjątkiem ulicy Borowskiej) położona jest w strefie ograniczenia prędkości do 30 km/h. Wskazana jest w ramach tej strefy dla ruchu rowerowego w powiązaniu z drogami rowerowymi biegnącymi wzdłuż ulicy Borowskiej.
Ulica położona jest na działkach ewidencyjnych o łącznej powierzchni  13 395 m² ( 13 397 m²).
| Odcinek                                    | Działka                            | Powierzchnia           | Fotografia             |
| ------------------------------------------ | ---------------------------------- | ---------------------- | ---------------------- |
| od ulicy Borowskiej do ulicy Tomaszowskiej | działka nr 57 AM-27 obręb Południe | 7761 m²                |                        |
| od ulicy Tomaszowskiej do ulicy Gajowej    | działka nr 12 AM-28 obręb Południe | 1801 m²                |                        |
| od ulicy Gajowej do ulicy Wapiennej        | działka nr 29 AM-28 obręb Południe | 2526 m² ( 2528 m²)     |                        |
| od ulicy Wapiennej – sięgacz               | działka nr 63 AM-28 obręb Południe | 1307 m²                |                        |
| razem                                      | 13 395 m² ( 13 397 m²)             | 13 395 m² ( 13 397 m²) | 13 395 m² ( 13 397 m²) |

## Zabudowa i zagospodarowanie

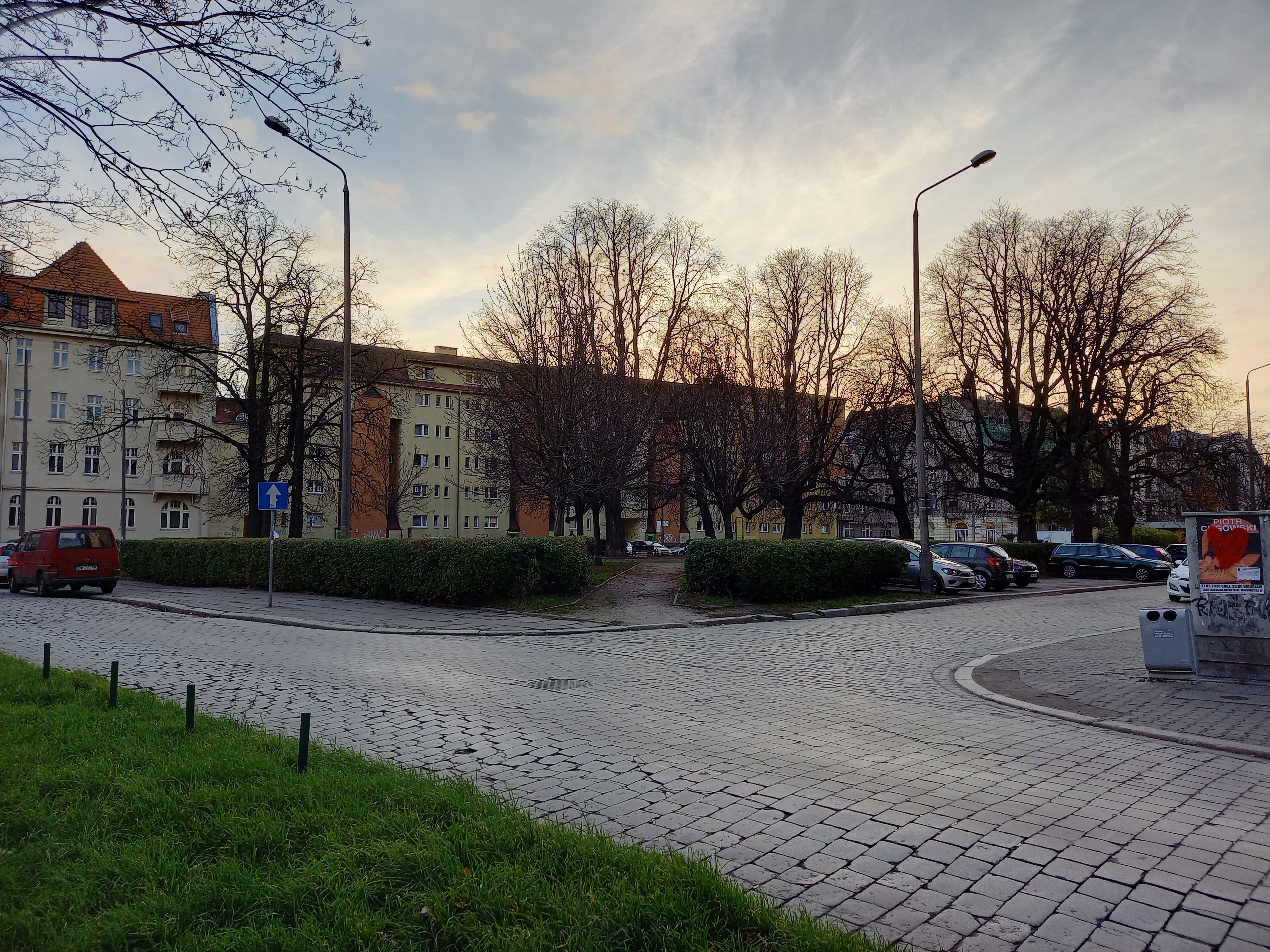
Zieleniec, w tle zabudowa przy ul. Przestrzennej 31-37a

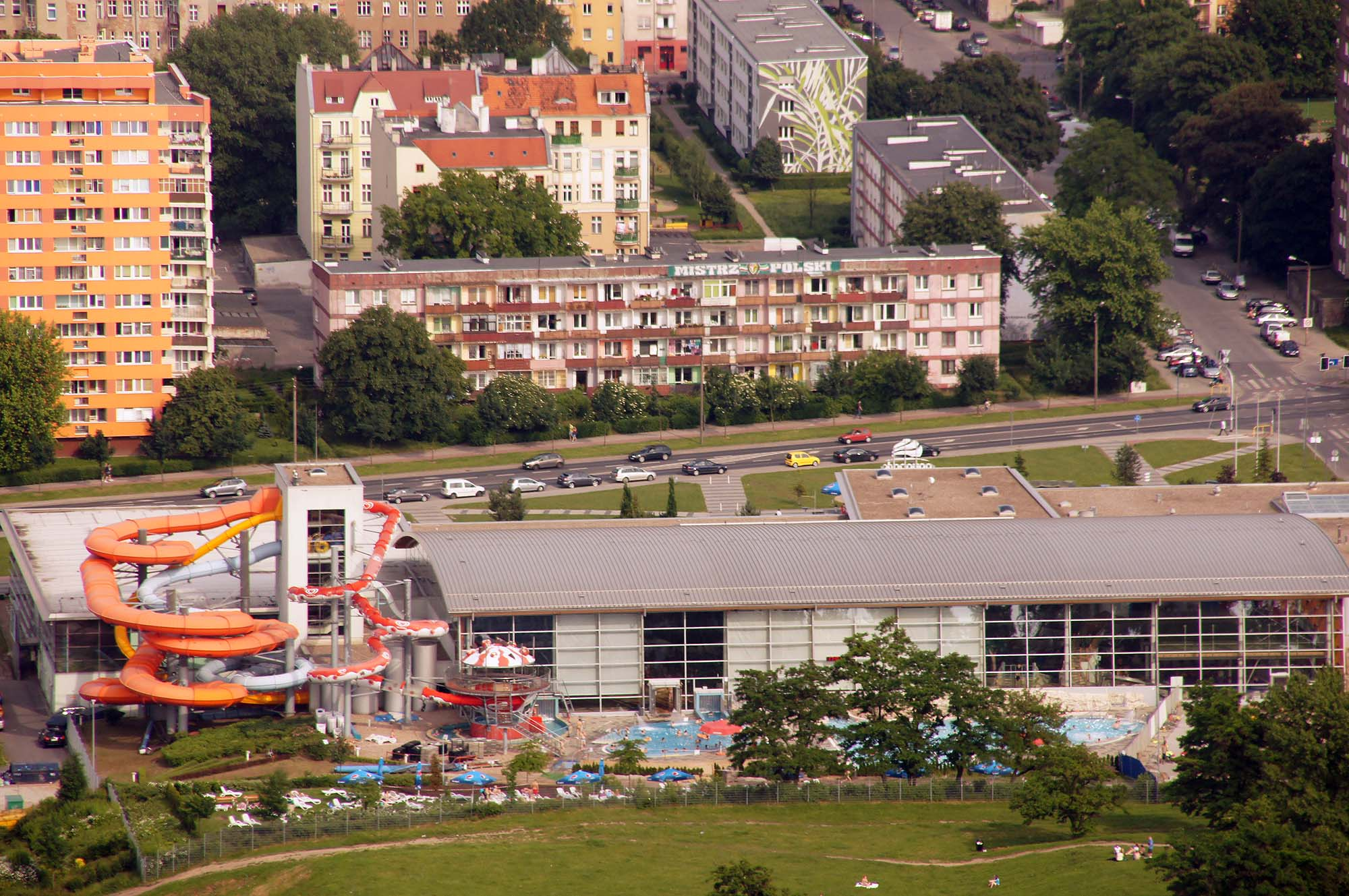
Prawy górny narożnik: początek ul. Przestrzennej, budynki pod nr 2-8 i 14-20

Ulica przebiega przez obszar zabudowy śródmiejskiej. Współczesna ulica Przestrzenna stanowi w tym obszarze jedynie ulicę osiedlową, powiązaną z ulicą Borowską, która stanowi szkielet przestrzeni publicznej osiedla oraz z ulicą Gajową stanowiącą lokalne centrum. Dla tak ukształtowanej ulicy dominującą funkcją zabudowy jest funkcja mieszkalna położonych tu budynków. Jednym z nielicznych przy ulicy obiektów niemieszkalnych jest teren Zespołu Szkół Gastronomicznych rozciągający się po stronie południowej między numerem 1 a numerem 17 oraz zieleniec. Pozostałe obiekty to kamienice, budynki w uzupełniającej zabudowie plombowej i wolnostojące bloki mieszkalne. Dominuje zabudowa od czterech do sześciu kondygnacji, z wyłączeniem jednoklatkowego budynku przy ulicy Przestrzennej 1, który ma jedenaście kondygnacji (typu Punktowiec przy ulicy Jastrzębiej) i trzyklatkowego budynku przy ulicy Przestrzennej 32, 34 i 36 o dwunastu kondygnacjach.

## Punkty adresowe i budynki
Punkty adresowe przy ulicy Tomaszowskiej (wg stanu na 2021 r.):
- strona południowa – numery nieparzyste:
  - ulica Przestrzenna 1[69]: budynek mieszkalny (11 kondygnacji)[67]
  - ulica Przestrzenna 17[70]: budynek przemysłowy (1 kondygnacja)[71]
  - ulica Przestrzenna 19[72], 19a[73]: budynek mieszkalny (5 kondygnacji)[74]
  - ulica Przestrzenna 23[75]: kamienica[5][76] mieszkalna (4 kondygnacje)[77]
  - ulica Przestrzenna 25[78]: kamienica[5][76] mieszkalna (4 kondygnacje)[79]
  - ulica Przestrzenna 27[80]: kamienica[5][76] mieszkalna (4 kondygnacje)[81]
  - ulica Przestrzenna 29[82]: kamienica[5] mieszkalna (4 kondygnacje)[83]
  - ulica Przestrzenna 31[84], 33[85], 35[86], 37[87]: budynek mieszkalny (6 kondygnacji)[88]
  - ulica Przestrzenna 37a[89]
  - ulica Przestrzenna 39[90]: kamienica[5] mieszkalna (6 kondygnacji)[91]
  - ulica Przestrzenna 41[92]: kamienica[5] mieszkalna (5 kondygnacji)[93]
  - ulica Przestrzenna 43[94]: kamienica[5][76] mieszkalna (5 kondygnacji)[95]
  - ulica Przestrzenna 49[96]: kamienica[5] mieszkalna (6 kondygnacji)[97]
- strona północna – numery parzyste:
  - ulica Przestrzenna 2[98], 4[99], 6[100], 8[101]: budynek mieszkalny (4 kondygnacji)[102][103][104][105]
  - ulica Przestrzenna 14[106], 16[107], 18[108], 20[109]: budynek mieszkalny (4 kondygnacji)[110]
  - ulica Przestrzenna 22[111]: budynek mieszkalny (6 kondygnacji)[112]
  - ulica Przestrzenna 24[113]: kamienica[5] mieszkalna (4 kondygnacje)[114]
  - ulica Przestrzenna 26[115], 28[116]: budynek mieszkalny (6 kondygnacji)[117]
  - ulica Przestrzenna 32[118], 34[119], 36[120]: budynek mieszkalny (12 kondygnacji)[68]
  - ulica Przestrzenna 38[121]: budynek mieszkalny (5 kondygnacji)[122]
  - ulica Przestrzenna 40[123]: kamienica[5][76] mieszkalna (5 kondygnacji)[124]
  - ulica Przestrzenna 42[125]: kamienica[5] mieszkalna (4 kondygnacje)[126]
  - ulica Przestrzenna 44[127], 46[128]: budynek mieszkalny (6 kondygnacji)[129]
  - ulica Przestrzenna 48[130]: kamienica[5][76] mieszkalna (4 kondygnacje)[131]
  - ulica Przestrzenna 50[132]: działka niezabudowana[133].

## Demografia
Ulica przebiega przez kilka rejonów statystycznych, przy czym prezentowane dane są aktualne na dzień 31.12.2020 r.:
| Rejon statystyczny nr | Liczba osób zameldowanych na pobyt stały | Gęstość zaludnienia [os./km²] | Położenie |
| --------------------- | ---------------------------------------- | ----------------------------- | --- |
| 931640                | 1 211                                    | 1 434                         | od ulicy Borowskiej do ulicy Łódzkiej, strona południowa                                                                            |
| 931680                | 740                                      | 19 288                        | od ulicy Borowskiej do ulicy Łódzkiej, strona północna                                                                              |
| 931700                | 541                                      | 18 486                        | od ulicy Łódzkiej do ulicy Tomaszowskiej, strona południowa                                                                         |
| 931650                | 822                                      | 36 274                        | od ulicy Łódzkiej do ulicy Tomaszowskiej, strona północna                                                                           |
| 931710                | 1 459                                    | 33 787                        | od ulicy Tomaszowskiej do ulicy Gajowej, obie strony                                                                                |
| 931730                | 1 086                                    | 25 634                        | od ulicy Gajowej do Wapiennej, obie strony (z wyjątkiem budynków ul. Wapienna 22 i 23) od ulicy Wapiennej do końca, strona północna |
| 931750                | 957                                      | 12 502                        | przy skrzyżowaniu z ulicą Wapienną, strona południowa (budynki ul. Wapienna 22 i 23)                                                |
| 931740                | 768                                      | 32 222                        | koniec sięgacza (ulica Przestrzenna 49 i dalej budynki przy ulicy Hubskiej)                                                         |

## Zieleń
Tereny zieleni oraz inna zieleń urządzona w otoczeniu ulicy Łódzkiej:
| Nazwa                                           | Parametr                           | Strona     | Położenie                                            | Fotografia |
| ----------------------------------------------- | ---------------------------------- | ---------- | ---------------------------------------------------- | ---------- |
| teren z boiskiem Zespołu Szkół Gastronomicznych | powierzchnia: 19 684 m²(19 686 m²) | południowa | między nr 1 a nr 17                                  |            |

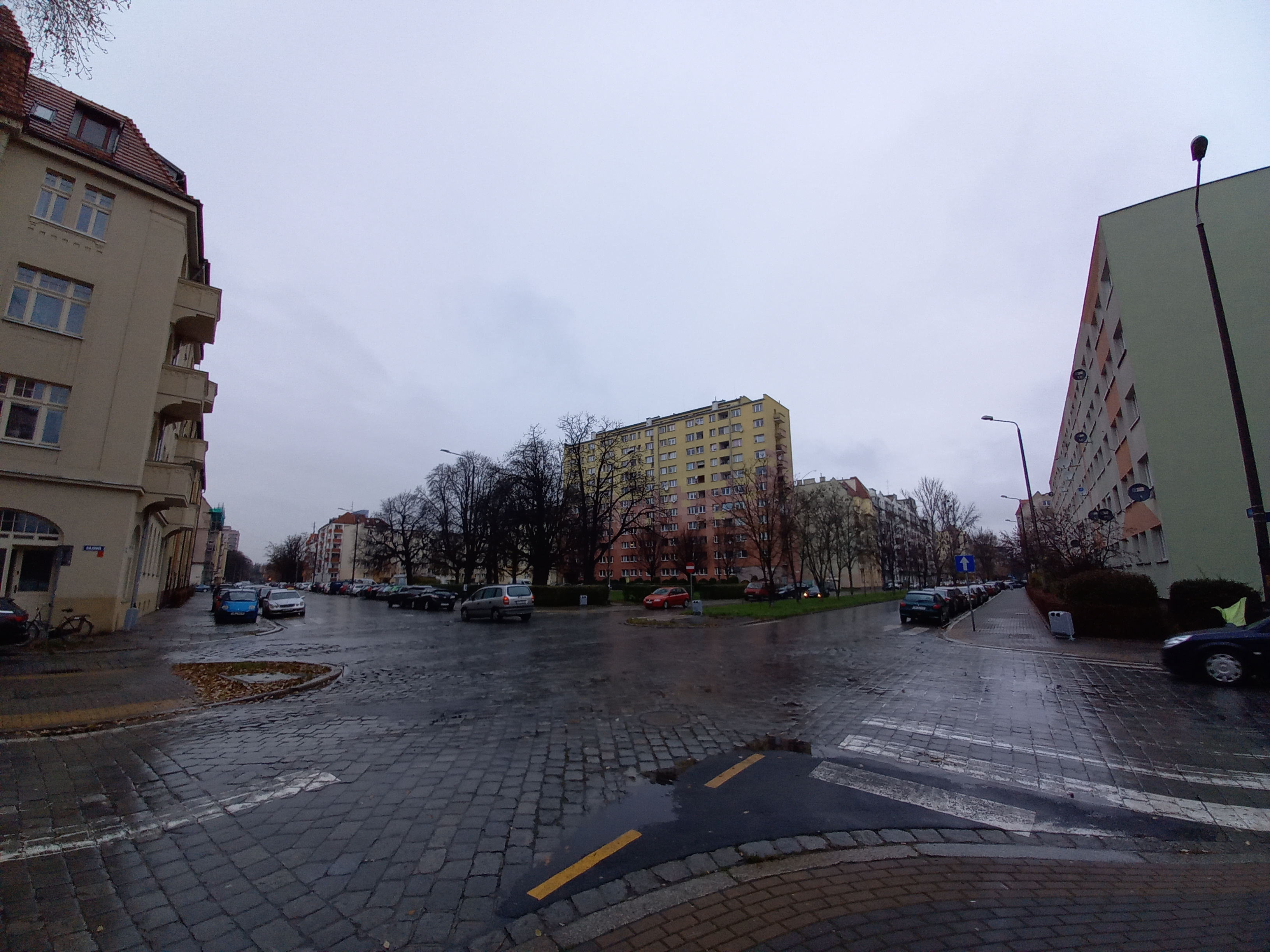
Od skrzyżowania z ul. Gajową (ul. Przestrzenna w lewo), w tle budynek ul. Przestrzenna 32, 34 i 36

| Zieleniec przy ul. Przestrzennej                | powierzchnia: 2 890 m²             | północna   | między łącznikiem ulicy Gajowej a ulicą Przestrzenną |            |

Zieleniec przy ul. Przestrzennej zagospodarowany jest w formie skweru z fontanną. W drzewostanie dominują kasztanowce. W jego obrębie umieszczona jest stara, czynna fontanna umieszczona na szerokim, wielokątnym cokole. Ma ona formę misy w kształcie odwróconego stożka, z którego spływa woda do zbiornika umieszczonego na cokole. Opisana misa podparta jest na niewysokiej kolumnie. Skwer stanowi miejsce odpoczynku dla okolicznych mieszkańców.
Ponadto ulica przebiega przez obszar Hub, gdzie ukształtowana historycznie zabudowa obejmowała pierzeje położone wzdłuż ulic bez zabudowy wnętrz międzyblokowych. Brak oficyn, które pojawiają się w innych częściach Wrocławia, zapewniło ukształtowanie zielonych przestrzeni w podwórzach położonych na tyłach budynków. Ślad takich zachowanych wnętrz międzyblokowych istnieje w kwartałach ulic:
- strona południowa
  - Przestrzenna, Tomaszowska, Łódzka, Kamienna
  - Przestrzenna, Tomaszowska, Gajowa, Kamienna
  - Przestrzenna, Gajowa, Wapienna, Kamienna
  - częściowo: Przestrzenna, Wapienna, św. Jerzego
- strona północna
  - Przestrzenna, Łódzka, Tomaszowska, Wesoła
  - łącznik Gajowej (ulica Przestrzenna 32-36), Tomaszowska, Gajowa, Wesoła
  - częściowo: Przestrzenna, Gajowa, Wapienna.

## Ochrona i zabytki
Obszar przez który przebiega ulica Przestrzenna podlega ochronie i jest wpisany do gminnej ewidencji zabytków pod pozycją Huby i Glinianki. W szczególności ochronie podlega historyczny układ urbanistyczny w rejonie ulic Suchej, Hubskiej, Kamiennej i Borowskiej, wraz z Parkiem Andersa i zajezdnią oraz osiedlem w rejonie ulic Paczkowskiej i Nyskiej kształtowany sukcesywnie w latach 60. XIX wieku oraz w XX wieku i po 1945 r. Stan zachowania tego układu ocenia się na dobry.
Przy ulicy i w najbliższym sąsiedztwie znajdują się następujące zabytki wpisane do gminnej ewidencji zabytków, w tym niektóre kamienice ujęte także w rejestrze zabytków:
| Obiekt, położenie                                                                                 | Powstanie, rodzaj ochrony                                                                                               | Fotografia |
| ------------------------------------------------------------------------------------------------- | --- | ---------- |
| strona południowa                                                                                 | |            |
| Kamienica ulica Przestrzenna 23                                                                   | około 1910 r. rodzaj ochrony: inny                                                                                      |            |
| Kamienica ulica Przestrzenna 25                                                                   | około 1910 r. rodzaj ochrony: inny                                                                                      |            |
| Kamienica ulica Przestrzenna 27                                                                   | 1905 r., 2012 r. remont generalny (1908 r.) rodzaj ochrony: rejestr zabytków, pod nr A/2079/539/Wm z dnia 22.07.1994 r. |            |
| Kamienica, obecnie budynek mieszkalny z częściowo usługowym parterem ulica Przestrzenna 29        | 1908 r. rodzaj ochrony: inny                                                                                            |            |
| Kamienica ulica Tomaszowska 19                                                                    | 1908 r. rodzaj ochrony: inny                                                                                            |            |
| Kamienica, obecnie budynek mieszkalny z częściowo usługowym przyziemiem ulica Gajowa 47-47a       | 1908 r., projekt P. Scholz (1908-1909) rodzaj ochrony: rejestr zabytków, pod nr A/ 5998 z dnia 16.03.2016 r.            |            |
| Kamienica, obecnie budynek mieszkalny z usługowym przyziemiem ulica Gajowa 70                     | około 1910 r. rodzaj ochrony: inny                                                                                      |            |
| Kamienica ulica Przestrzenna 39                                                                   | około 1920 r. rodzaj ochrony: inny                                                                                      |            |
| Kamienica, obecnie budynek mieszkalny z częściowo usługowym przyziemiem ulica Przestrzenna 41     | około 1920 r. rodzaj ochrony: inny                                                                                      |            |
| Kamienica, obecnie budynek mieszkalny z usługowym przyziemiem ulica Przestrzenna 43               | około 1915 r. rodzaj ochrony: inny                                                                                      |            |
| Kamienica ulica Wapienna 23                                                                       | około 1915 r. rodzaj ochrony: inny                                                                                      |            |
| Kamienica ulica Wapienna 22                                                                       | około 1915 r. rodzaj ochrony: inny                                                                                      |            |
| Kamienica ulica Przestrzenna 49                                                                   | około 1920 r. rodzaj ochrony: inny                                                                                      |            |
| strona północna                                                                                   | |            |
| Kamienica ulica Przestrzenna 24                                                                   | około 1910 r. rodzaj ochrony: inny                                                                                      |            |
| Skwer miejski (między ul. Gajową a ul. Tomaszowską) ulica Przestrzenna, dz. 11 AM 28 obr Południe | początek XX wieku rodzaj ochrony: inny                                                                                  |            |
| Kamienica ulica Przestrzenna 40                                                                   | około 1920 r. (1911 r.) rodzaj ochrony: rejestr zabytków, pod nr A/1545 z dnia 21.01.2010 r. (fasada kamienicy)         |            |
| Kamienica ulica Przestrzenna 42                                                                   | około 1920 r. rodzaj ochrony: inny                                                                                      |            |
| Kamienica ulica Wapienna 20                                                                       | około 1910 r. rodzaj ochrony: inny                                                                                      |            |
| Kamienica ulica Przestrzenna 48                                                                   | około 1920 r. rodzaj ochrony: inny                                                                                      |            |

## Baza TERYT

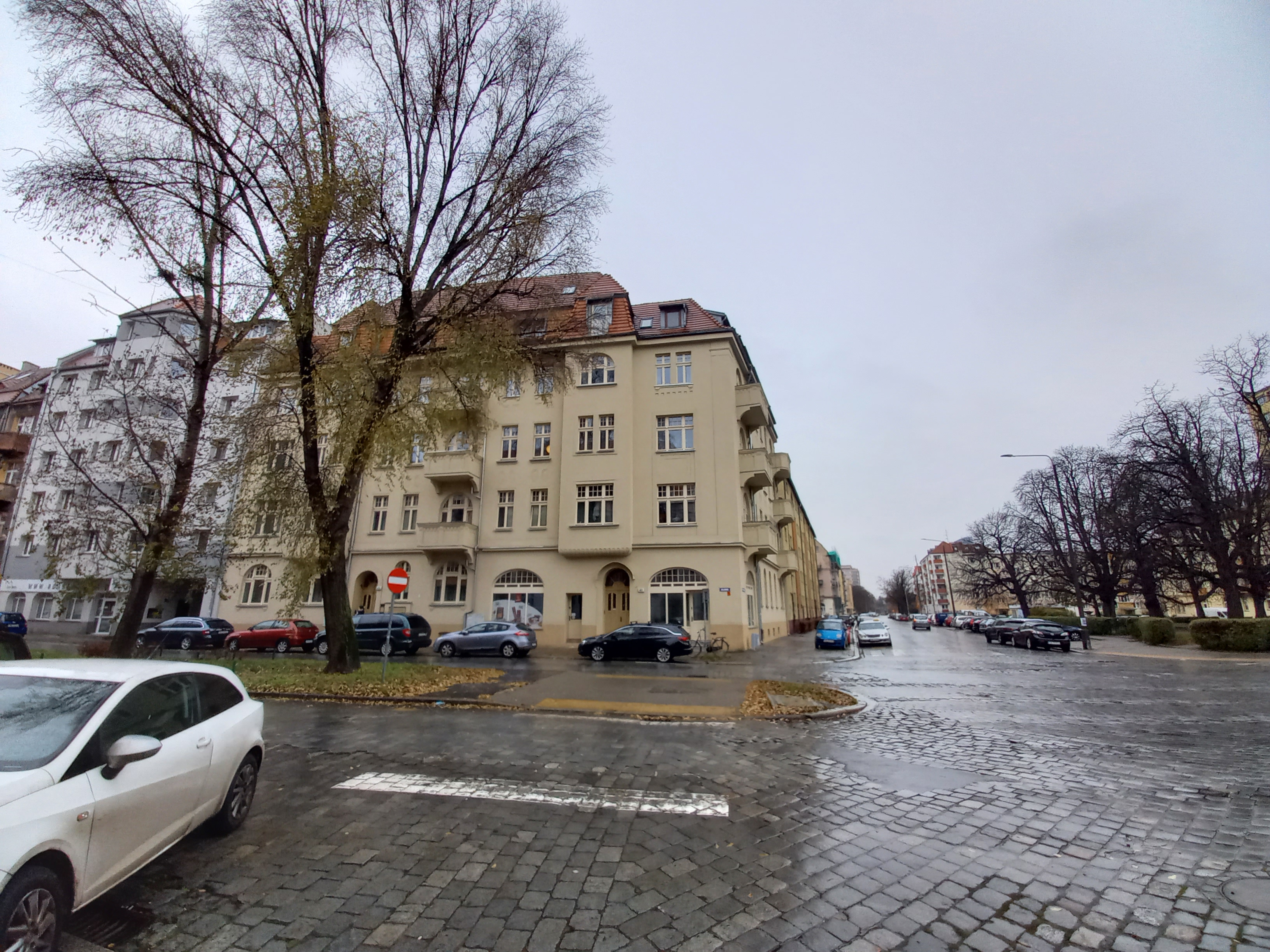
Budynki ul. Gajowa 49, 47 i 47a, po prawej ul. Przestrzenna w kierunku wschodnim

Dane Głównego Urzędu Statystycznego z bazy TERYT, spis ulic (ULIC):
- województwo: DOLNOŚLĄSKIE (02)
- powiat: Wrocław (0264)
- gmina/dzielnica/delegatura: Wrocław (0264011) gmina miejska; Wrocław-Krzyki (0264039) delegatura
- Miejscowość podstawowa: Wrocław (0986283) miasto; Wrocław-Krzyki (0986544) delegatura
- kategoria/rodzaj: ulica
- Nazwa ulicy: ul. Przestrzenna (17769)[186].